# Franz Scheiner

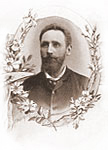
Franz Scheiner

Franz Scheiner (* 13. April 1847 in Heidingsfeld, heute Stadtteil von Würzburg; † 1. Juni 1917 in Würzburg) war der erste Großverleger für Ansichtskarten in Deutschland und Lithograf. Er ist vor allem wegen seiner frühen Ansichtskarten vielen Ansichtskartensammlern ein Begriff. 

## Die jungen Jahre
Franz Scheiner wurde als 13. Kind des Lithografen J. B. Scheiner geboren. Nach Besuch der Volksschule sowie der Lateinschule erlernte er im elterlichen Betrieb die Lithografie. 1862 bis 1865 erhielt er eine künstlerische Ausbildung an der damaligen Würzburger Kunstschule unter Professor Palzig, 1867 bis 1868 besuchte er die Ecole des beaux arts in Paris. Zwischen 1866 und 1868 war er auch als lithografischer Zeichner in Mainz, Frankfurt am Main, Weißenburg und Paris aktiv.

## Geschichte des Unternehmens
Im Jahr 1825 bekam sein Vater, Johann Baptist Scheiner, eine Konzession für eine lithographische Anstalt in Würzburg. Als er 1854 starb, leiteten seine Frau und der noch unmündige älteste Sohn Carl Scheiner das Geschäft weiter. Carl Scheiner erweiterte die bereits bestehende Papierhandlung im Jahr 1866 zur Großhandlung und 1869 startete sein Bruder Paul Scheiner eine Buchdruckerei. Ein Jahr darauf trat Franz Scheiner in das Unternehmen Gebrüder Scheiner ein. Das Unternehmen wurde sechs Jahre später, im Jahr 1876, zwar aufgelöst, aber das Lithografiegeschäft blieb als Kerngeschäft bestehen. Noch im selben Jahr wurde ein Haus an der Kaiserstraße angekauft, in dem ein Laden eingerichtet wurde. 1890 erhielten sie aufgrund der vorherigen Eröffnung eines Militär-Formularien-Verlages den Titel Königlich Bayerischer Hoflieferant, womit sie berechtigt waren, das königliche Wappen zu führen und die königliche Familie zu beliefern. Von 1895 bis 1896 wurde ein weiteres Gebäude am Haugerkirchplatz in Würzburg gebaut. Im Jahr 1900, zum 75-jährigen Firmenjubiläum, arbeiteten 100 Mitarbeiter in der Firma.

## Die frühen Ansichtskarten

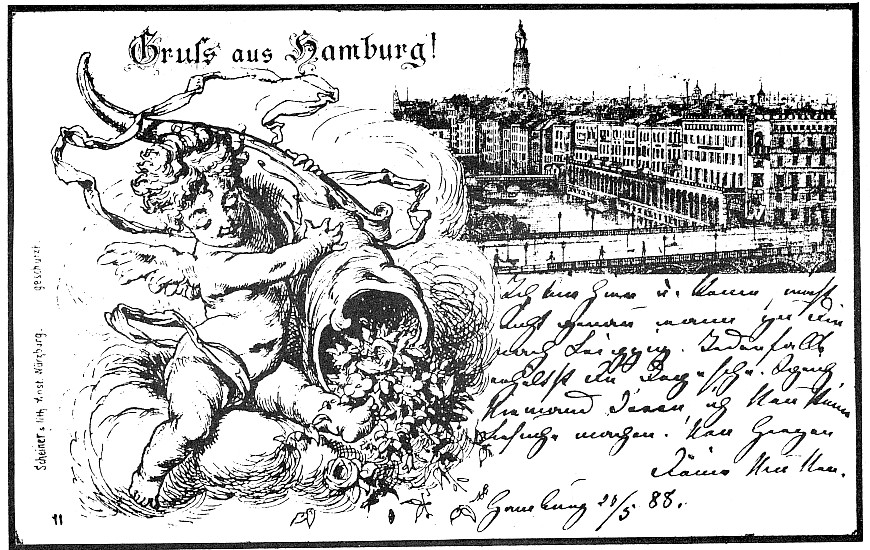
Scheiner Vorläuferkarte Hamburg

Scheiner druckte seine frühen Karten ab 1883 bis etwa 1892. Sie sind wohl die bekanntesten Exemplare aus der Pionierzeit der Ansichtskarten in Deutschland. Es sind seltene Sammelobjekte aus einer Zeit, als es noch kaum solche Karten gab. Sie waren Federlithografien in Brauntönen, die auf leicht bräunlichem Karton gedruckt wurden. Es gab Karten von 81 verschiedenen Orten in Deutschland, Österreich, Italien und dem Gebiet des heutigen Frankreich. Sie erreichen bei guter Erhaltung einen dreistelligen Wert von etwa 100 bis 350 Euro. Karten aus dem Bodenseeraum (Lindau und Bregenz) haben mitunter sogar einen vierstelligen Wert (bis zu 3000 Euro). Die erste mit Datum nachweisbare Karte ist vom 7. Juli 1883.

## Sonstige Aktivitäten
Scheiner hatte auch den Titel Kommerzienrat. Franz Scheiner war Mitglied in zehn Vereinen, wobei er bei sechs den Vorsitz innehatte. Er war auch lokalpolitisch aktiv. Außerdem war er Kriegsteilnehmer im Deutsch-Französischen Krieg (1870/71).

## Literatur

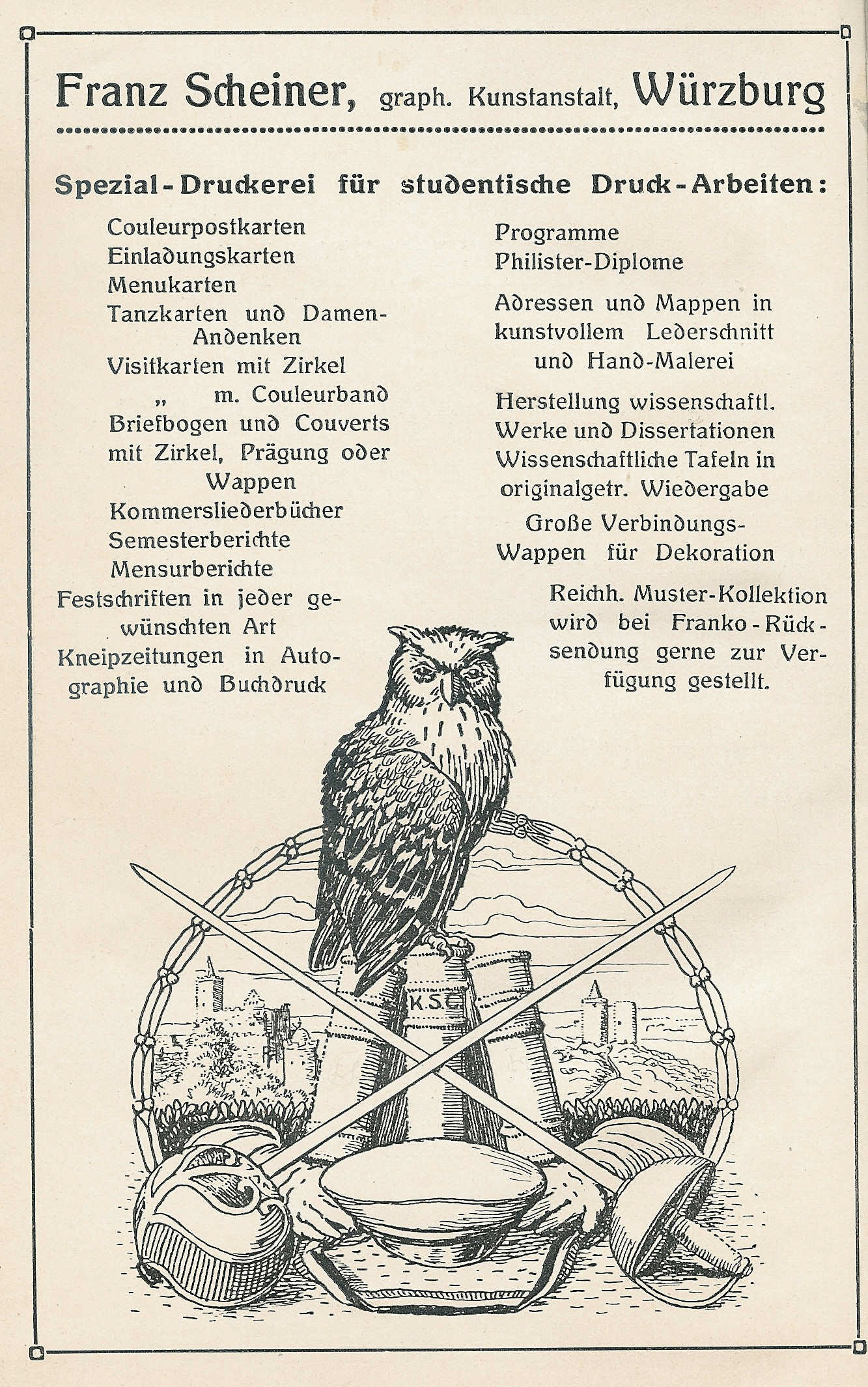
Werbung (vor 1912)